# Planta forrajera

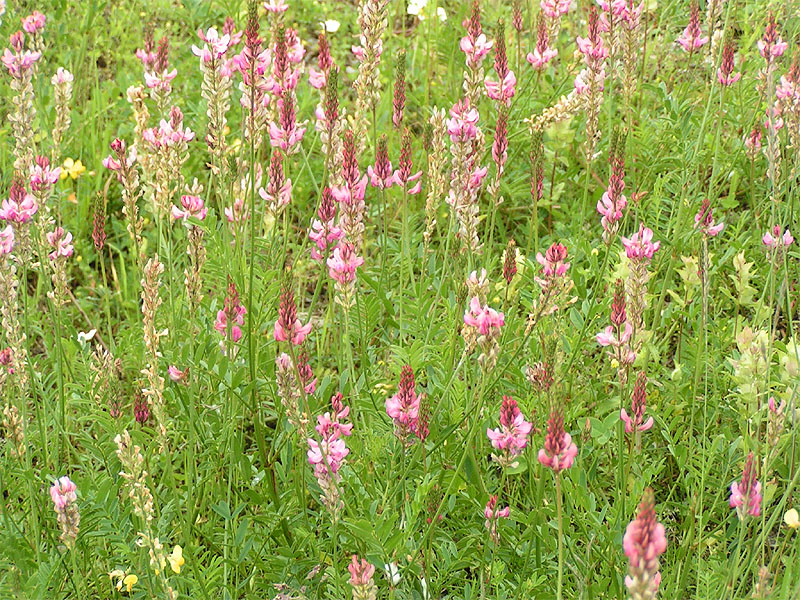
La esparceta cultivada (Onobrychis viciifolia) es una planta forrajera típica

Las plantas forrajeras, o simplemente el forraje, son una especie de plantas o una mezcla de plantas, cultivadas por sus partes vegetativas (hojas, tallos eventualmente raíces), con la exclusión de los frutos y las semillas. Son utilizadas en estado fresco, y son conservadas generalmente por secado con el fin de alimentar a los animales de la ganadería (bovinos, caprinos, cerdos, patos, gansos, conejos y otros)

## Origen
Forraje es una palabra documentada en lengua castellana desde 1364 ; derivada del latín Farragut, -agĭnis 'semilla para el ganado', y que a la vez deriva de faro, Farris 'trigo'. A pesar de esta etimología actualmente no se considera que las semillas formen parte del forraje sino que, junto con otros materiales secos, lo son del pienso .

## Composición

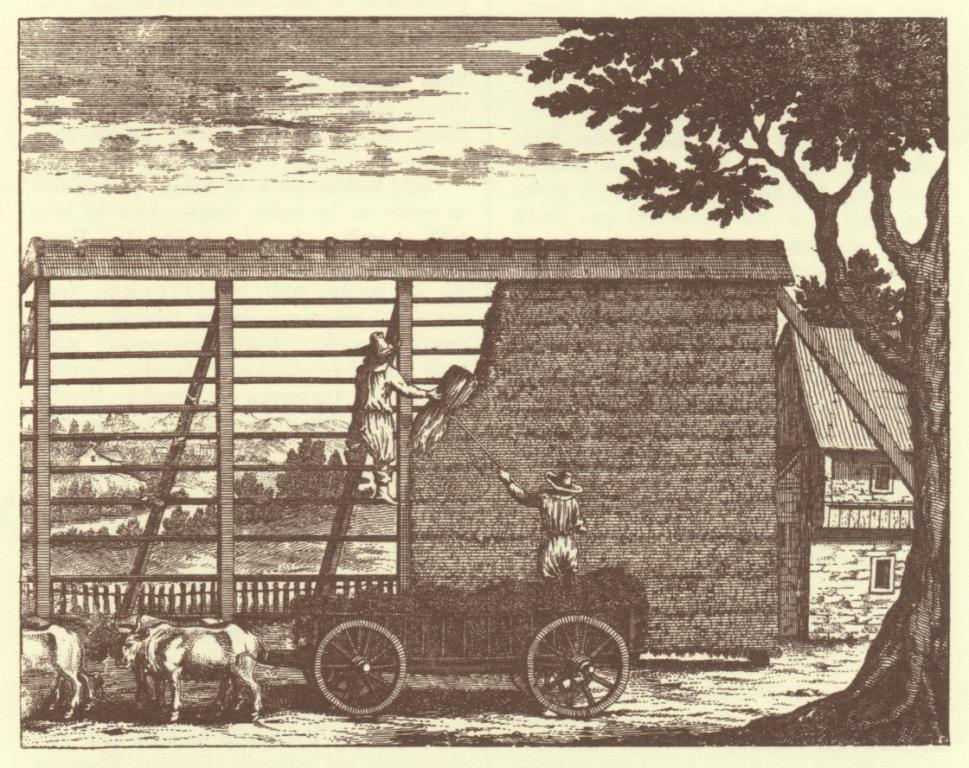
Secadora de forraje utilizada en Eslovenia hacia el 1680

Generalmente el forraje lo constituyen plantas herbáceas, esencialmente gramíneas y secundariamente leguminosas. El valor energético de los forrajes se suele dar en unidades forrajeras (UF) en comparación con el valor energético de un kg de cebada.
En Europa y en los Estados Unidos de América, los forrajes que se dan a los animales rumiantes son a menudo cultivados en forma de pastos, permanentes o temporales. El consumo de forraje se hace entonces directamente por pastoreo durante la estación de crecimiento de la hierba. También puede distribuirse a los animales estabulados.

## Métodos de conservación del forraje

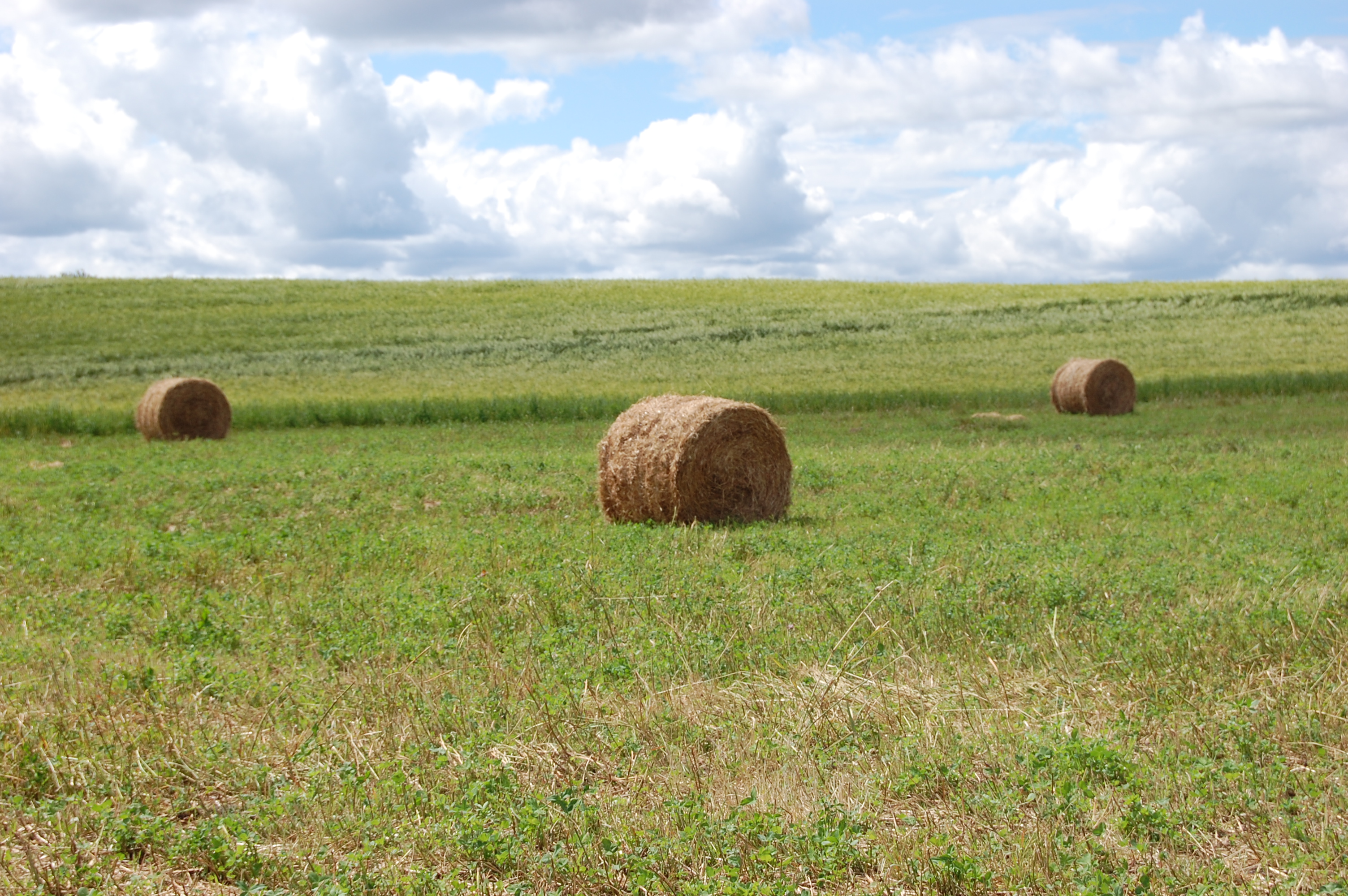
Balas de forraje de heno secas

Para hacer frente a las necesidades de los animales en todo tiempo, hay que conservar el forraje por diversos sistemas, tres métodos son utilizados principalmente:
- Secado natural para hacer el heno;
- Deshidratación forraje deshidratado, en balas o granulado;
- Ensilado, sistema de conservación por la vía húmeda, basado en una fermentación ácida más o menos controlada, almacenando la materia húmeda densamente encerrada en un silo o en rollos en el caso de la paja y el heno. Puede haber un riesgo de producir toxinas fúngicas o bacterianas, incluso de botulismo si quedan atrapados en los vegetales para ensilar animales tales como pequeños mamíferos o pájaros.

La FAO contabiliza también como forraje algunos productos forestales.

## Lista de plantas forrajeras

### Plantas de escarda
- Remolacha forrajera, Beta vulgaris L. subsp. vulgaris, quenopodiáceas
- Colinabo, Brassica napus L. var napobrassica (L) Rchb., Brasicáceas
- Col forrajera, Brassica oleracea L. convar, Acephala ( DC ) Alef., brasicáceas
- Rábano forrajero, Raphanus sativus L. var. oleiformis pers., brasicáceas
- Guisante forrajero, Pisum sativum L., fabáceas
- Maíz forrajera, Zea Mays L., poàcies
- Sorgo forrajero, Sorghum sudanense Stapf, Sorghum bicolor (L.) Moench., poàcies
- Enmienda dolomita[2]

### Plantas de pasto

#### Gramíneas
- Agrostis L. (género)
- Escayola de Canarias ( Phalaris canariensis )
- Avena (género),
- Bromus (género)
- Cynodon dactylon (L.) Pers.
- Dactylis glomerata L.
- Festuca (género)
- Phleum (género)
- Phalaris aquatica L.
- Poa L. (género)
- Lolium (género)
- Alopecurus pratensis L.

#### Fabáceas
- Fenogreco, Trigonella foenum-graecum L.
- Favo Vicia faba L.
- loto (género)
- alfalfa
- meliloto blanco
- Esparceta cultivada, Onobrychis viciifolia Scop.
- Hedysarum coronarium L.
- Trébol (género)
- Vicia pannonica Crantz
- Vicia sativa L.
- Vicia villosa Roth.

### Otras familias
- FACEL, Phacelia tonacetifolia Benth, Hidrofil·làcia